# Тънтекс Скай Тауър
„Тънтекс Скай Тауър“ (Tuntex Sky Tower) е небостъргач с 85 етажа в град Гаосюн, Република Китай (Тайван).
Височината на сградата е 347,5 m. Заедно с антената височината нараства до 378 m.
Небостъргачът е построен в периода от 1994 до 1997 г. Бил е най-високата сграда в страната до завършването на столичния небостъргач „Тайпе 101“.